# Robert Lefkowitz
Robert Joseph Lefkowitz (New York, 15 april 1943) is een Amerikaans wetenschapper, die bekendstaat vanwege zijn werk aan G-proteïnegekoppelde receptoren en waarvoor hij in 2012 de Nobelprijs voor Scheikunde ontving, samen met Brian Kobilka.

## Biografie
Robert Lefkowitz werd op 15 april 1943 geboren in het stadsdeel The Bronx van New York. Hij is de zoon van Max en Rose Lefkowitz. Zijn familie is van Joodse origine en is vanuit Polen naar Amerika geëmigreerd eind 19de eeuw.
Na het eindexamen van de Bronx High School of Science in 1959 studeerde hij aan het Columbia College en haalde daar in 1962 een Bachelor of Arts (BA) in de scheikunde. Hij behaalde in 1966 een diploma in de geneeskunde aan de Columbia University College of Physicians and Surgeons. Daarna was hij medisch assistent en deed hij gedurende één jaar een algemene geneeskundige opleiding aan het "College of Physicians and Surgeons". Vervolgens werkte hij van 1968 tot 1970 als klinisch onderzoeker bij het National Institutes of Health (NIH).
Sinds 1976 is hij werkzaam in het Howard Hughes Medical Institute van de Duke-universiteit in Durham, North Carolina. Een jaar later werd hij er benoemd tot hoogleraar in de geneeskunde, later in de biochemie. Robert Lefkowitz is getrouwd met Lynn. Hij heeft vijf kinderen. Voorheen was hij getrouwd met Arna Brandel.

## Werk
Zijn eerste belangrijkste ontdekking deed Lefkowitz eind jaren zestig. Met behulp van radioactieve jodiumionen als traces ontdekte hij diverse hormoonreceptoren, waaronder die voor adrenaline. In 1980 kwam de jonge Brian Kobilka zijn team versterken en deze ontdekte in het menselijke genoom het gen dat codeert voor deze adrenaline-receptor. Verder onderzoek onder leiding van Lefkowitz toonde aan dat deze receptor, net als andere hormoonreceptoren, intensief samenwerken met G-proteïnes. Dit zijn eiwitten die actief worden als ze getriggerd worden door een specifieke receptor en vervolgens een reeks van moleculaire reacties op gang brengen. Vanwege deze samenwerking worden ze G-proteïnegekoppelde receptoren genoemd.
Dit onderzoek was belangrijk voor de farmaceutische industrie in de ontwikkeling van nieuwe geneesmiddelen omdat een grote groep medicijnen, zoals bètablokkers en antihistaminica, effectief zijn doordat ze ingrijpen op deze G-proteïnegekoppelde receptoren.

## Prijzen
Lefkowitz heeft deze prijzen ontvangen:
- 2012 - Nobelprijs voor Scheikunde (gedeeld met Brian Kobilka)
- 2009 - BBVA Foundation Frontiers of Knowledge Awards, in the Biomedicine Category[5]
- 2009 - Research Achievement Award, American Heart Association[6]
- 2007 - National Medal of Science[7][8]
- 2007 - The Shaw Prize in Life Science and Medicine[9]
- 2007 - Albany Medical Center Prize in Medicine and Biomedical Research[10]
- 2003 - Fondation Lefoulon – Delalande Grand Prix for Science – Institut de France[11]
- 2001 - Jessie Stevenson Kovalenko Medal of the USA - The National Academy of Sciences[12]
- 1992 - Bristol-Myers Squibb Award for Distinguished Achievement In Cardiovascular Research[13]
- 1988 - Gairdner Foundation International Award[14]
- 1978 - John Jacob Abel Award in Pharmacology[15]